# Héctor Mancilla
Héctor Raúl Mancilla Garcés (* 12. November 1980 in Purranque) ist ein ehemaliger chilenischer Fußballspieler auf der Position des Stürmers.

## Biografie
Héctor Mancilla begann seine Profikarriere in der Saison 1999/00 beim Club de Deportes Malleco Unido und wechselte anschließend zum CD Huachipato, bei dem er die nächsten fünf Jahre unter Vertrag stand; es war zugleich sein längster Aufenthalt bei einem Verein. 2006 spielte er eine Halbsaison bei Chiles populärstem Verein CSD Colo-Colo, mit dem er die Apertura 2006 gewann. Nach diesem Triumph trennte sich Colo-Colo von einer Reihe von Spielern. Mancilla gehörte dazu und wurde an den mexikanischen Erstligisten CD Veracruz verkauft, bei dem er die nächsten zwei Jahre unter Vertrag stand; in der Apertura 2008 wurde er allerdings nur in dessen Filialteam in Coatzacoalcos eingesetzt.
Vor der Saison 2008/09 wurde er an den Deportivo Toluca FC verkauft, bei dem er die insgesamt erfolgreichste Zeit seiner Karriere erlebte. Gleich in seiner ersten Halbsaison (der Apertura 2008) gewann er mit den Diablos Rojos die Meisterschaft und wurde (mit seinen elf Treffern) außerdem Torschützenkönig der mexikanischen Primera División. Auch in der unmittelbar folgenden Clausura 2009 gewann er die Torjägerkrone (14 Treffer) und ein Jahr später noch einmal die Meisterschaft im Torneo Bicentenario 2010. Für die Apertura 2011 wechselte er zu den Tigres de la UANL. Dort spielte er eineinhalb Jahre, bis ihn Mitte 2012 Atlas Guadalajara unter Vertrag nahm. Anfang 2013 wechselte er zu den Monarcas Morelia.
Mitte 2014 verließ er Mexiko und schloss sich dem kolumbianischen Zweitligisten Cúcuta Deportivo an. In den folgenden Jahren blieb er jeweils nur ein halbes Jahr seinem Verein treu. Ende 2016 beendete er seine aktive Laufbahn.
Mancilla wurde erstmals 2004 in die chilenische Nationalmannschaft berufen. Danach dauerte es bis 2009, ehe er erneut in die Nationalmannschaft berufen wurde. Im März 2011 bestritt er das letzte seiner insgesamt zehn Länderspiele.

## Erfolge

### Verein
- Chilenischer Meister: Apertura 2006 (mit Colo-Colo)
- Mexikanischer Meister: Apertura 2008 und Bicentenario 2010 (mit Toluca)

### Persönlich
- Torschützenkönig der chilenischen Primera División: Apertura 2005
- Torschützenkönig der mexikanischen Primera División: Apertura 2008 und Clausura 2009